# Ixodes cooleyi
Ixodes cooleyi este o specie de căpușe din genul Ixodes, familia Ixodidae, descrisă de Aragão și Fonseca în anul 1951.
Este endemică în Bolivia. Conform Catalogue of Life specia Ixodes cooleyi nu are subspecii cunoscute.